# Laura a její tygři
Laura a její tygři je hudební skupina ovlivněná řadou hudebních žánrů jakými jsou funk, soul, jazz nebo rock.

## Profil
Skupinu Laura a její tygři založil Karel Šůcha v mosteckém Neprakta klubu v roce 1985. K názvu Šůchu inspirovala Saroyanova novela Tracyho tygr. Skupina si ode dne založení po dnešek drží typickou image: bílé košile, černé brýle, kravaty i kalhoty. V roce 1999 prošla radikálním přeobsazením. Zprofesionalizované amatéry nahradili absolventi konzervatoří. Dnes z původní sestavy v kapele působí pouze Karel Šůcha. Skupinou prošla řada umělců (Jana Amrichová, Martin Pošta, Ilona Csáková, Daniel Nekonečný, Aleš Kudela, Miloš Vacík ml., Ivan Myslikovjan, Tereza Hálová, Lenka Nová, Vladěna Svobodová, Martin Miškovský a další).

## Diskografie
- Žár trvá – Panton 1988
- Nebudeme – Supraphon 1990
- Síla v nás – Bonton 1992
- The Best Of – Bonton 1994
- Rituál 199x – Bonton 1995
- Vyklátíme modly – Bonton 1996
- Rytmus – Popron 2001
- Vyškrábu ti oči – EMI 2004
- Jsme tady! – Supraphon 2005 – Best of
- Nejsou malý věci – 2009
- Big Bang! – 2011 (CD, DVD)
- Žár trvá / Továrna na sny – 2016
- ZOO, ZOO! – 2023